# Kirkjufell, Suðurland
Kirkjufell är ett berg i republiken Island. Det ligger i regionen Suðurland, 140 km öster om huvudstaden Reykjavík. Toppen på Kirkjufell är 973 meter över havet, eller 262 meter över den omgivande terrängen. Bredden vid basen är 2,2 km.
Trakten runt Kirkjufell är nära nog obefolkad, med mindre än två invånare per kvadratkilometer. Det finns inga samhällen i närheten. Trakten runt Kirkjufell består i huvudsak av gräsmarker.